# Johanna Lombardo
Johanna Hacsonesy Lombardo (født 30. januar 1993) er en fransk håndboldspiller, som spiller i Storhamar HE.